# Hypericum kiboense
Hypericum kiboense är en johannesörtsväxtart som beskrevs av Daniel Oliver. Hypericum kiboense ingår i släktet johannesörter, och familjen johannesörtsväxter. Inga underarter finns listade i Catalogue of Life.